# 프레임 앤드 애로우
프레임 앤드 애로우(The Flame And The Arrow)는 미국에서 제작된 자크 투르뇌르 감독의 1950년 모험, 드라마 영화이다. 버트 랭카스터 등이 주연으로 출연하였고 해롤드 헤츠 등이 제작에 참여하였다.

## 출연

### 주연
- 버트 랭카스터
- 버지니아 메이요

### 조연
- 로버트 더글러스
- 어라인 맥마혼
- 닉 그라뱃
- 린 바게트
- 고든 게버트
- 노먼 로이드
- 빅터 킬리안
- 프란시스 파이어롯
- 로빈 휴즈

## 제작진
- 미술: 에드워드 카레르
- 의상: 마저리 베스트